# 1692
1692. је била проста година.

## Догађаји

### Мај
- 29. мај — 4. јун — Битка код Барфлера и Лахога